# Perianthomega
Perianthomega, monotipski biljni rod iz porodice katalpovki smješten u tribus Bignonieae. Jedina je vrsta P. vellozoi,  južnoamerička lijana iz Bolivije, Brazila i Paragvaja

## Opis
Lijane.

## Sinonimi
- Bignonia perianthomega Vell.; Fl. Flumin. 248
- Memora perianthomega (Vell.) Miers; Proc. Roy. Hort. Soc. London 3: 185 (1863)
- Stizophyllum triternatum J.C.Gomes; Arquiv. Jard. Bot. Rio de Janeiro 12: 149 (1953)

## Vanjske poveznice
- WFO, Perianthomega vellozoi Bureau